# Primera B Metropolitana 2024
La Primera B 2024 è stata la 93ª edizione del campionato argentino di calcio di terza divisione riservato alle squadre direttamente affiliate alla AFA. Il torneo, che ha preso avvio il 2 febbraio 2024 e si è concluso il 21 dicembre 2024, ha visto la partecipazione di 22 squadre.
A questa edizione del torneo hanno preso parte, tra le altre, le 6 squadre neopromosse dal campionato di Primera C della scorsa stagione: l'Excursionistas (la cui ultima partecipazione in Primera B risale alla stagione 2016-2017); il Deportivo Laferrere (che ritorna nella categoria dopo esserne retrocesso nella stagione 2005-2006); il Ferrocarril Midland (che ritorna in Primera B dopo avervi militato l'ultima volta nella stagione 1996-1997); lo Sportivo Italiano (che recupera la categoria dopo avervi militato nella stagione 2015); il Liniers e il San Martín de Burzaco (entrambe al loro esordio in Primera B). A queste 6 squadre si sono aggiunte le due retrocesse dalla Primera B Nacional nella scorsa stagione: il Flandria (che ritorna dopo la stagione 2021) e il Villa Dálmine (che aveva ottenuto la promozione in Primera B Nacional nella stagione 2014).

## Formato

### Campionato
Le 22 squadre partecipanti si sono scontrate in un girone di andata e ritorno, dove entrambi i gironi hanno costituito due tornei separati, denominati rispettivamente Torneo Apertura e Torneo Clausura. Le squadre vincitrici di entrambi i tornei si sono sfidate nella finale del campionato per consacrare la squadra campione, la quale ha ottenuto la promozione in Primera B Nacional. Nel caso in cui la stessa squadra avesse vinto entrambi i tornei, il regolamento prevedeva l'automatica proclamazione di quest'ultima come campione, ottenendo automaticamente anche la promozione. Per determinare la seconda squadra promossa in Primera B Nacional si è disputato un Torneo reducido ad eliminazione diretta, a cui hanno avuto diritto di accedere le 6 squadre meglio classificate nella Tabla anual (ovvero la classifica che teneva conto del punteggio ottenuto da ogni squadra in entrambi i tornei Apertura e Clausura), ad esclusione della squadra campione e della squadra sconfitta in finale. La squadra vincitrice del Torneo reducido ha quindi disputato uno spareggio promozione contro la squadra vincitrice della Reválida del Torneo Federal A 2024.
A retrocedere in Primera C è stata la squadra ultima classificata nella Tabla anual.

### Qualifica allaCopa Argentina2025
Alla Copa Argentina 2025 si sono qualificate un totale di 6 squadre, ovvero la squadra vincitrice del campionato e le successive migliori 5 squadre della Tabla anual.

## Squadre partecipanti
| Club                 | Città               | Stadio                        |
| -------------------- | ------------------- | ----------------------------- |
| Acassuso             | Boulogne Sur Mer    | La Quema                      |
| Argentino de Merlo   | Merlo               | Merlo                         |
| Argentino de Quilmes | Quilmes             | Argentino de Quilmes          |
| Cañuelas             | Cañuelas            | Jorge Alfredo Arín            |
| Colegiales           | Munro               | Colegiales                    |
| Comunicaciones       | Buenos Aires        | Alfredo Ramos                 |
| Deportivo Armenio    | Ingeniero Maschwitz | Armenia                       |
| Deportivo Laferrere  | Laferrere           | Ciudad de Laferrere           |
| Deportivo Merlo      | Parque San Martín   | José Manuel Moreno            |
| Dock Sud             | Dock Sud            | De los Inmigrantes            |
| Excursionistas       | Buenos Aires        | Excursionistas                |
| Fénix                | Buenos Aires        | José Manuel Moreno            |
| Ferrocarrill Midland | Libertad            | Ciudad de Libertad            |
| Flandria             | Jáuregui            | Carlos V                      |
| Liniers              | San Justo           | Juan Antonio Arias            |
| Los Andes            | Lomas de Zamora     | El Gallardón                  |
| Sacachispas          | Buenos Aires        | Beto Larrosa                  |
| San Martín           | Burzaco             | Francisco Boga                |
| Sportivo Italiano    | Ciudad Evita        | República de Italia           |
| UAI Urquiza          | Villa Lynch         | Monumental de Villa Lynch     |
| Villa Dálmine        | Campana             | El Coliseo de Mitre y Puccini |
| Villa San Carlos     | Berisso             | Genacio Sálice                |

## Torneo Apertura
Il Torneo Apertura ha visto la vittoria del Los Andes, che in tal modo si è qualificato per la finale del campionato, non avendo replicato la sua vittoria nel Torneo Clausura.

### Classifica
| Pos | Squadra             | Pt | G  | V  | N  | P  | GF | GS | DR  |
| --- | ------------------- | -- | -- | -- | -- | -- | -- | -- | --- |
| 1.  | Los Andes           | 46 | 21 | 14 | 4  | 3  | 29 | 16 | +13 |
| 2.  | Colegiales          | 44 | 21 | 13 | 5  | 3  | 33 | 13 | +20 |
| 3.  | Argentino (Q)       | 41 | 21 | 11 | 8  | 2  | 28 | 12 | +16 |
| 4.  | Dep. Armenio        | 39 | 21 | 11 | 6  | 4  | 31 | 17 | +14 |
| 5.  | Dock Sud            | 35 | 21 | 10 | 5  | 6  | 27 | 22 | +5  |
| 6.  | Ferrocarril Midland | 34 | 21 | 9  | 7  | 5  | 29 | 19 | +10 |
| 7.  | Excursionistas      | 33 | 21 | 9  | 6  | 6  | 30 | 21 | +9  |
| 8.  | Flandria            | 33 | 21 | 9  | 6  | 6  | 21 | 17 | +4  |
| 9.  | Fénix               | 30 | 21 | 6  | 12 | 3  | 24 | 19 | +5  |
| 10. | Acassuso            | 26 | 21 | 7  | 5  | 9  | 16 | 25 | -9  |
| 11. | Comunicaciones      | 25 | 21 | 6  | 7  | 8  | 25 | 20 | +5  |
| 12. | Argentino (M)       | 25 | 21 | 6  | 7  | 8  | 18 | 20 | -2  |
| 13. | Dep. Merlo          | 25 | 21 | 6  | 7  | 8  | 15 | 18 | -3  |
| 14. | San Martín (B)      | 25 | 21 | 6  | 7  | 8  | 15 | 20 | -5  |
| 15. | Dep. Laferrere      | 24 | 21 | 5  | 9  | 7  | 23 | 28 | -5  |
| 16. | Cañuelas            | 22 | 21 | 6  | 4  | 11 | 18 | 30 | -12 |
| 17. | Sacachispas         | 21 | 21 | 6  | 3  | 12 | 14 | 35 | -21 |
| 18. | Villa Dálmine       | 20 | 21 | 3  | 11 | 7  | 12 | 19 | -7  |
| 19. | Liniers             | 19 | 21 | 5  | 4  | 12 | 12 | 18 | -6  |
| 20. | Villa San Carlos    | 18 | 21 | 4  | 6  | 11 | 21 | 27 | -6  |
| 21. | UAI Urquiza         | 18 | 21 | 3  | 9  | 9  | 19 | 31 | -12 |
| 22. | Sp. Italiano        | 16 | 21 | 2  | 10 | 9  | 16 | 29 | -13 |

Legenda
      Squadra vincitrice del Torneo Apertura qualificata alla finale del campionato.
Note
Fonte: AFA
3 punti per la vittoria, 1 punto per il pareggio. A parità di punti valgono i seguenti criteri:
1a) Spareggio (solo per determinare la vincente del campionato o la squadra retrocessa);
1b) differenza reti;
2) gol fatti;
3) punti negli scontri diretti;
4) differenza reti negli scontri diretti;
5) gol fatti negli scontri diretti.

### Risultati
| Excursionistas | 1 - 2 | Comunicaiones       | 2.2.2024 | Ferrocarril Midland | 0 - 1 | Los Andes      | 9.2.2024  | Sacachispas    | 1 - 0 | Liniers             | 16.2.2024 |
| San Martín (B) | 0 - 0 | Argentino (M)       | 2.2.2024 | Argentino (M)       | 1 - 2 | Acasusso       | 9.2.2024  | Los Andes      | 1 - 0 | Fénix               | 16.2.2024 |
| Dep. Laferrere | 1 - 1 | Fénix               | 3.2.2024 | Flandria            | 0 - 0 | Colegiales     | 10.2.2024 | Cañuelas       | 0 - 0 | Argentino (Q)       | 16.2.2024 |
| Colegiales     | 2 - 1 | Villa San Carlos    | 3.2.2024 | Villa San Carlos    | 3 - 1 | UAI Urquiza    | 10.2.2024 | UAI Urquiza    | 0 - 0 | Flandria            | 16.2.2024 |
| Sacachispas    | 1 - 0 | Dep. Armenio        | 3.2.2024 | Dep. Armenio        | 2 - 0 | Dep. Merlo     | 10.2.2024 | Acasusso       | 0 - 0 | Sp. Italiano        | 16.2.2024 |
| Acasusso       | 0 - 0 | Liniers             | 3.2.2024 | Dock Sud            | 2 - 0 | Villa Dálmine  | 11.2.2024 | San Martín (B) | 1 - 0 | Villa San Carlos    | 16.2.2024 |
| Villa Dálmine  | 1 - 1 | Los Andes           | 3.2.2024 | Sp. Italiano        | 1 - 1 | San Martín (B) | 11.2.2024 | Excursionistas | 0 - 0 | Argentino (M)       | 17.2.2024 |
| UAI Urquiza    | 0 - 1 | Sp. Italiano        | 4.2.2024 | Argentino (Q)       | 1 - 1 | Dep. Laferrere | 12.2.2024 | Villa Dálmine  | 1 - 2 | Ferrocarril Midland | 17.2.2024 |
| Dep. Merlo     | 0 - 1 | Argentino (Q)       | 4.2.2024 | Fénix               | 0 - 0 | Cañuelas       | 12.2.2024 | Dep. Merlo     | 0 - 0 | Comunicaiones       | 17.2.2024 |
| Dock Sud       | 2 - 2 | Flandria            | 5.2.2024 | Comunicaiones       | 4 - 0 | Sacachispas    | 12.2.2024 | Colegiales     | 1 - 2 | Dock Sud            | 17.2.2024 |
| Cañuelas       | 1 - 3 | Ferrocarril Midland | 4.4.2024 | Liniers             | 0 - 1 | Excursionistas | 13.2.2024 | Dep. Laferrere | 2 - 1 | Dep. Armenio        | 17.2.2024 |

| Fénix            | 1 - 1 | Ferrocarril Midland | 20.2.2024 | Ferrocarril Midland | 0 - 3 | Argentino (Q)    | 24.2.2024 | Argentino (Q)    | 1 - 1 | Fénix               | 2.3.2024 |
| Flandria         | 1 - 0 | San Martín (B)      | 20.2.2024 | Acasusso            | 0 - 2 | Flandria         | 24.2.2024 | Dep. Armenio     | 0 - 1 | Ferrocarril Midland | 2.3.2024 |
| Villa San Carlos | 0 - 0 | Acasusso            | 20.2.2024 | Cañuelas            | 2 - 1 | Comunicaiones    | 24.2.2024 | Liniers          | 1 - 2 | Cañuelas            | 2.3.2024 |
| Sp. Italiano     | 0 - 3 | Excursionistas      | 20.2.2024 | Excursionistas      | 1 - 0 | Villa San Carlos | 24.2.2024 | Argentino (M)    | 2 - 2 | Dep. Laferrere      | 2.3.2024 |
| Dep. Armenio     | 2 - 0 | Cañuelas            | 20.2.2024 | UAI Urquiza         | 0 - 3 | Colegiales       | 25.2.2024 | Sp. Italiano     | 1 - 0 | Dep. Merlo          | 2.3.2024 |
| Dock Sud         | 1 - 0 | UAI Urquiza         | 20.2.2024 | Dep. Merlo          | 2 - 1 | Argentino (M)    | 25.2.2024 | Villa San Carlos | 3 - 0 | Sacachispas         | 2.3.2024 |
| Argentino (Q)    | 2 - 1 | Los Andes           | 20.2.2024 | Villa Dálmine       | 0 - 3 | Fénix            | 26.2.2024 | Flandria         | 1 - 0 | Excursionistas      | 2.3.2024 |
| Colegiales       | 0 - 0 | Villa Dálmine       | 20.2.2024 | San Martín (B)      | 1 - 0 | Dock Sud         | 26.2.2024 | Colegiales       | 1 - 1 | San Martín (B)      | 2.3.2024 |
| Argentino (M)    | 3 - 0 | Sacachispas         | 20.2.2024 | Los Andes           | 2 - 2 | Dep. Armenio     | 26.2.2024 | Comunicaiones    | 0 - 1 | Los Andes           | 2.3.2024 |
| Comunicaiones    | 4 - 1 | Dep. Laferrere      | 20.2.2024 | Sacachispas         | 2 - 2 | Sp. Italiano     | 27.2.2024 | UAI Urquiza      | 0 - 0 | Villa Dálmine       | 3.3.2024 |
| Liniers          | 0 - 0 | Dep. Merlo          | 21.2.2024 | Dep. Laferrere      | 0 - 2 | Liniers          | 28.2.2024 | Dock Sud         | 1 - 0 | Acasusso            | 4.3.2024 |

| Excursionistas      | 2 - 1 | Dock Sud         | 8.3.2024  | San Martín (B)   | 1 - 0 | Villa Dálmine       | 15.3.2024 | Los Andes           | 0 - 0 | Sp. Italiano     | 23.3.2024 |
| Villa Dálmine       | 0 - 2 | Argentino (Q)    | 9.3.2024  | UAI Urquiza      | 4 - 1 | Acasusso            | 16.3.2024 | Dep. Merlo          | 3 - 0 | Dock Sud         | 23.3.2024 |
| Acasusso            | 2 - 0 | Colegiales       | 9.3.2024  | Villa San Carlos | 2 - 2 | Dep. Laferrere      | 16.3.2024 | Cañuelas            | 2 - 1 | Villa San Carlos | 23.3.2024 |
| Ferrocarril Midland | 0 - 0 | Comunicaiones    | 9.3.2024  | Argentino (M)    | 0 - 1 | Los Andes           | 16.3.2024 | Excursionistas      | 1 - 1 | UAI Urquiza      | 23.3.2024 |
| Cañuelas            | 1 - 0 | Argentino (M)    | 9.3.2024  | Dep. Armenio     | 2 - 1 | Argentino (Q)       | 16.3.2024 | Sacachispas         | 1 - 4 | Colegiales       | 23.3.2024 |
| Sacachispas         | 1 - 0 | Flandria         | 9.3.2024  | Colegiales       | 2 - 1 | Excursionistas      | 16.3.2024 | Villa Dálmine       | 1 - 1 | Dep. Armenio     | 25.3.2024 |
| Dep. Merlo          | 1 - 1 | Villa San Carlos | 10.3.2024 | Dock Sud         | 0 - 0 | Sacachispas         | 17.3.2024 | Fénix               | 2 - 1 | Liniers          | 25.3.2024 |
| San Martín (B)      | 1 - 0 | UAI Urquiza      | 10.3.2024 | Flandria         | 0 - 2 | Dep. Merlo          | 17.3.2024 | Acasusso            | 1 - 0 | San Martín (B)   | 25.3.2024 |
| Los Andes           | 1 - 0 | Liniers          | 10.3.2024 | Sp. Italiano     | 2 - 2 | Cañuelas            | 17.3.2024 | Ferrocarril Midland | 0 - 1 | Argentino (M)    | 26.3.2024 |
| Fénix               | 1 - 1 | Dep. Armenio     | 3.3.2024  | Liniers          | 2 - 0 | Ferrocarril Midland | 17.3.2024 | Dep. Laferrere      | 1 - 1 | Flandria         | 27.3.2024 |
| Dep. Laferrere      | 1 - 0 | Sp. Italiano     | 4.4.2024  | Comunicaiones    | 1 - 1 | Fénix               | 19.3.2024 | Argentino (Q)       | 1 - 1 | Comunicaiones    | 22.5.2024 |

| Acasusso         | 1 - 0 | Villa Dálmine       | 30.3.2024 | Sacachispas         | 2 - 0 | San Martín (B)   | 5.4.2024 | Excursionistas   | 2 - 2 | Villa Dálmine       | 13.4.2024 |
| Argentino (M)    | 0 - 0 | Fénix               | 30.3.2024 | Excursionistas      | 2 - 1 | Acasusso         | 6.4.2024 | Argentino (M)    | 1 - 4 | Dep. Armenio        | 13.4.2024 |
| Sp. Italiano     | 2 - 2 | Ferrocarril Midland | 30.3.2024 | Dep. Merlo          | 1 - 1 | UAI Urquiza      | 6.4.2024 | Villa San Carlos | 0 - 1 | Fénix               | 13.4.2024 |
| Comunicaiones    | 0 - 0 | Dep. Armenio        | 30.3.2024 | Los Andes           | 3 - 1 | Flandria         | 6.4.2024 | Flandria         | 2 - 1 | Ferrocarril Midland | 13.4.2024 |
| Colegiales       | 2 - 0 | Dep. Merlo          | 30.3.2024 | Dep. Armenio        | 0 - 0 | Liniers          | 7.4.2024 | Liniers          | 1 - 0 | Comunicaiones       | 13.4.2024 |
| UAI Urquiza      | 1 - 0 | Sacachispas         | 30.3.2024 | Villa Dálmine       | 1 - 1 | Comunicaiones    | 7.4.2024 | UAI Urquiza      | 1 - 1 | Dep. Laferrere      | 13.4.2024 |
| San Martín (B)   | 1 - 1 | Excursionistas      | 30.3.2024 | Dep. Laferrere      | 2 - 2 | Colegiales       | 8.4.2024 | Dock Sud         | 3 - 1 | Los Andes           | 13.4.2024 |
| Dock Sud         | 1 - 0 | Dep. Laferrere      | 1.4.2024  | Argentino (Q)       | 1 - 0 | Argentino (M)    | 8.4.2024 | Sp. Italiano     | 1 - 1 | Argentino (Q)       | 14.4.2024 |
| Flandria         | 1 - 2 | Cañuelas            | 1.4.2024  | Cañuelas            | 2 - 1 | Dock Sud         | 8.4.2024 | Colegiales       | 4 - 0 | Cañuelas            | 14.4.2024 |
| Liniers          | 0 - 1 | Argentino (Q)       | 2.4.2024  | Ferrocarril Midland | 1 - 0 | Villa San Carlos | 8.4.2024 | San Martín (B)   | 1 - 2 | Dep. Merlo          | 14.4.2024 |
| Villa San Carlos | 3 - 1 | Los Andes           | 22.5.2024 | Fénix               | 1 - 1 | Sp. Italiano     | 9.4.2024 | Acassuso         | 2 - 1 | Sacachispas         | 24.42024  |

| Dep. Armenio        | 2 - 1 | Sp. Italiano     | 20.4.2024 | Excursionistas   | 3 - 1 | Dep. Merlo          | 26.4.2024 | Los Andes           | 2 - 1 | San Martín (B)   | 3.5.2024 |
| Dep. Merlo          | 0 - 0 | Acassuso         | 20.4.2024 | Argentino (M)    | 1 - 0 | Liniers             | 27.8.2024 | Comunicaiones       | 1 - 0 | Villa San Carlos | 4.5.2024 |
| Cañuelas            | 0 - 2 | UAI Urquiza      | 20.4.2024 | Sp. Italiano     | 1 - 3 | Comunicaiones       | 27.8.2024 | Argentino (Q)       | 1 - 1 | Dock Sud         | 4.5.2024 |
| Comunicaiones       | 1 - 1 | Argentino (M)    | 20.4.2024 | San Martín (B)   | 1 - 0 | Cañuelas            | 27.8.2024 | Cañuelas            | 0 - 1 | Acassuso         | 4.5.2024 |
| Villa Dálmine       | 1 - 0 | Liniers          | 21.4.2024 | UAI Urquiza      | 1 - 1 | Los Andes           | 27.8.2024 | Ferrocarril Midland | 5 - 1 | UAI Urquiza      | 4.5.2024 |
| Fénix               | 1 - 2 | Flandria         | 21.4.2024 | Villa San Carlos | 0 - 1 | Dep. Armenio        | 27.8.2024 | Dep. Armenio        | 2 - 0 | Flandria         | 5.5.2024 |
| Los Andes           | 1 - 0 | Colegiales       | 21.4.2024 | Dock Sud         | 2 - 2 | Fénix               | 27.8.2024 | Villa Dálmine       | 0 - 0 | Argentino (M)    | 5.5.2024 |
| Sacachispas         | 0 - 3 | Excursionistas   | 21.4.2024 | Colegiales       | 1 - 1 | Ferrocarril Midland | 27.8.2024 | Dep. Laferrere      | 2 - 3 | Excursionistas   | 5.5.2024 |
| Argentino (Q)       | 3 - 0 | Villa San Carlos | 21.4.2024 | Flandria         | 0 - 0 | Argentino (Q)       | 28.4.2024 | Dep. Merlo          | 1 - 0 | Sacachispas      | 5.5.2024 |
| Ferrocarril Midland | 1 - 0 | Dock Sud         | 21.4.2024 | Acassuso         | 1 - 1 | Dep. Laferrere      | 28.4.2024 | Liniers             | 2 - 0 | Sp. Italiano     | 5.5.2024 |
| Dep. Laferrere      | 2 - 0 | San Martín (B)   | 23.4.2024 | Sacachispas      | 1 - 1 | Villa Dálmine       | 29.4.2024 | Fénix               | 0 - 3 | Colegiales       | 6.5.2024 |

| Excursionistas   | 2 - 0 | Cañuelas            | 10.5.2024 | Argentino (Q)       | 3 - 1 | UAI Urquiza      | 17.5.2024 | Excursionistas   | 1 - 1 | Ferrocarril Midland | 24.5.2024 |
| Dock Sud         | 1 - 2 | Dep. Armenio        | 11.5.2024 | Cañuelas            | 1 - 2 | Sacachispas      | 18.5.2024 | Dep. Laferrere   | 0 - 0 | Villa Dálmine       | 25.5.2024 |
| UAI Urquiza      | 1 - 1 | Fénix               | 11.5.2024 | Los Andes           | 1 - 0 | Excursionistas   | 18.5.2024 | Dep. Merlo       | 1 - 1 | Cañuelas            | 25.5.2024 |
| Colegiales       | 1 - 0 | Argentino (Q)       | 11.5.2024 | Villa Dálmine       | 2 - 0 | Sp. Italiano     | 18.5.2024 | Acassuso         | 2 - 4 | Fénix               | 25.5.2024 |
| Villa San Carlos | 2 - 0 | Liniers             | 11.5.2024 | Dep. Armenio        | 0 - 1 | Colegiales       | 18.5.2024 | UAI Urquiza      | 1 - 1 | Dep. Armenio        | 25.5.2024 |
| Sp. Italiano     | 1 - 1 | Argentino (M)       | 11.5.2024 | Liniers             | 0 - 1 | Flandria         | 18.5.2024 | Flandria         | 0 - 1 | Argentino (M)       | 25.5.2024 |
| Dep. Merlo       | 1 - 0 | Villa Dálmine       | 12.5.2024 | Argentino (M)       | 2 - 1 | Villa San Carlos | 18.5.2024 | Villa San Carlos | 2 - 2 | Sp. Italiano        | 25.5.2024 |
| Acassuso         | 0 - 2 | Los Andes           | 12.5.2024 | Comunicaiones       | 1 - 2 | Dock Sud         | 18.5.2024 | Dock Sud         | 2 - 1 | Liniers             | 26.5.2024 |
| San Martín (B)   | 1 - 1 | Ferrocarril Midland | 12.5.2024 | Dep. Laferrere      | 1 - 0 | Dep. Merlo       | 19.5.2024 | Colegiales       | 2 - 1 | Comunicaiones       | 26.5.2024 |
| Flandria         | 2 - 0 | Comunicaiones       | 12.5.2024 | Fénix               | 1 - 1 | San Martín (B)   | 19.5.2024 | Sacachispas      | 0 - 3 | Los Andes           | 27.5.2024 |
| Sacachispas      | 2 - 1 | Dep. Laferrere      | 13.5.2024 | Ferrocarril Midland | 3 - 0 | Acassuso         | 19.5.2024 | San Martín (B)   | 0 - 0 | Argentino (Q)       | 27.5.2024 |

| Villa Dálmine       | 0 - 0 | Villa San Carlos | 1.6.2024 | Cañuelas       | 0 - 1 | Villa Dálmine       | 8.6.2024 | Villa Dálmine       | 1 - 1 | Flandria       | 15.6.2024 |
| Fénix               | 0 - 0 | Excursionistas   | 1.6.2024 | Dock Sud       | 2 - 0 | Sp. Italiano        | 8.6.2024 | Ferrocarril Midland | 3 - 1 | Dep. Laferrere | 15.6.2024 |
| Argentino (Q)       | 1 - 0 | Acassuso         | 1.6.2024 | Sacachispas    | 0 - 1 | Fénix               | 8.6.2024 | Dep. Armenio        | 2 - 1 | Excursionistas | 15.6.2024 |
| Dep. Armenio        | 3 - 1 | San Martín (B)   | 1.6.2024 | UAI Urquiza    | 1 - 1 | Liniers             | 8.6.2024 | Comunicaiones       | 0 - 1 | Acassuso       | 15.6.2024 |
| Argentino (M)       | 0 - 1 | Dock Sud         | 1.6.2024 | Excursionistas | 2 - 3 | Argentino (Q)       | 9.6.2024 | Liniers             | 1 - 0 | San Martín (B) | 15.6.2024 |
| Cañuelas            | 0 - 1 | Dep. Laferrere   | 1.6.2024 | Dep. Laferrere | 0 - 1 | Los Andes           | 9.6.2024 | Villa San Carlos    | 2 - 2 | Dock Sud       | 15.6.2024 |
| Comunicaiones       | 3 - 0 | UAI Urquiza      | 2.6.2024 | Colegiales     | 1 - 0 | Argentino (M)       | 9.6.2024 | Argentino (M)       | 3 - 2 | UAI Urquiza    | 16.6.2024 |
| Sp. Italiano        | 0 - 1 | Flandria         | 2.6.2024 | San Martín (B) | 2 - 1 | Comunicaiones       | 9.6.2024 | Sp. Italiano        | 0 - 1 | Colegiales     | 17.6.2024 |
| Los Andes           | 1 - 0 | Dep. Merlo       | 2.6.2024 | Acassuso       | 1 - 3 | Dep. Armenio        | 9.6.2024 | Argentino (Q)       | 2 - 0 | Sacachispas    | 17.6.2024 |
| Ferrocarril Midland | 3 - 0 | Sacachispas      | 2.6.2024 | Dep. Merlo     | 0 - 0 | Ferrocarril Midland | 9.6.2024 | Los Andes           | 3 - 2 | Cañuelas       | 17.6.2024 |
| Liniers             | 0 - 2 | Colegiales       | 3.6.2024 | Flandria       | 3 - 0 | Villa San Carlos    | 9.6.2024 | Fénix               | 2 - 0 | Dep. Merlo     | 18.6.2024 |

## Torneo Clausura
Il Torneo Clausura è stato vinto dal Colegiales, che in tal modo ha ottenuto il diritto di disputare la finale del campionato contro il Los Andes, squadra vincitrice del Torneo Apertura.

### Classifica
| Pos | Squadra             | Pt | G  | V  | N  | P  | GF | GS | DR  |
| --- | ------------------- | -- | -- | -- | -- | -- | -- | -- | --- |
| 1.  | Colegiales          | 42 | 21 | 13 | 3  | 5  | 26 | 12 | +14 |
| 2.  | Dep. Armenio        | 39 | 21 | 11 | 6  | 4  | 32 | 17 | +15 |
| 3.  | Argentino (Q)       | 39 | 21 | 10 | 9  | 2  | 24 | 9  | +15 |
| 4.  | Argentino (M)       | 37 | 21 | 11 | 4  | 6  | 29 | 24 | +5  |
| 5.  | Dep. Merlo          | 37 | 21 | 10 | 7  | 4  | 21 | 16 | +5  |
| 6.  | Ferrocarril Midland | 35 | 21 | 9  | 8  | 4  | 24 | 13 | +11 |
| 7.  | Comunicaciones      | 32 | 21 | 8  | 8  | 5  | 22 | 18 | +4  |
| 8.  | UAI Urquiza         | 32 | 21 | 9  | 5  | 7  | 24 | 25 | -1  |
| 9.  | Excursionistas      | 31 | 21 | 7  | 10 | 4  | 34 | 25 | +9  |
| 10. | Liniers             | 30 | 21 | 7  | 9  | 5  | 20 | 16 | +4  |
| 11. | Sp. Italiano        | 27 | 21 | 6  | 9  | 6  | 22 | 19 | +3  |
| 12. | Dock Sud            | 27 | 21 | 7  | 6  | 8  | 24 | 22 | +2  |
| 13. | Villa Dálmine       | 27 | 21 | 7  | 6  | 8  | 10 | 13 | -3  |
| 14. | Flandria            | 27 | 21 | 7  | 6  | 8  | 16 | 20 | -4  |
| 15. | Sacachispas         | 24 | 21 | 6  | 6  | 9  | 13 | 22 | -9  |
| 16. | Los Andes (A)       | 21 | 21 | 5  | 6  | 10 | 16 | 21 | -5  |
| 17. | Villa San Carlos    | 20 | 21 | 4  | 8  | 9  | 12 | 19 | -7  |
| 18. | Acassuso            | 20 | 21 | 4  | 8  | 9  | 15 | 24 | -9  |
| 19. | San Martín (B)      | 20 | 21 | 5  | 5  | 11 | 14 | 23 | -9  |
| 20. | Dep. Laferrere      | 19 | 21 | 3  | 10 | 8  | 14 | 27 | -13 |
| 21. | Fénix               | 17 | 21 | 4  | 5  | 12 | 9  | 23 | -14 |
| 22. | Cañuelas            | 15 | 21 | 3  | 6  | 12 | 12 | 25 | -13 |

Legenda
      Squadra vincitrice del Torneo Clausura qualificata alla finale del campionato.
(A) Squadra vincitrice del Torneo Apertura.
Note
Fonte: AFA
3 punti per la vittoria, 1 punto per il pareggio. A parità di punti valgono i seguenti criteri:
1a) Spareggio (solo per determinare la vincente del campionato o la squadra retrocessa);
1b) differenza reti;
2) gol fatti;
3) punti negli scontri diretti;
4) differenza reti negli scontri diretti;
5) gol fatti negli scontri diretti.

### Risultati
| Flandria            | 0 - 3 | Dock Sud       | 22.6.2024 | Excursionistas | 0 - 0 | Liniers             | 29.6.2024 | Fénix               | 0 - 0 | Los Andes      | 5.7.2024 |
| Villa San Carlos    | 0 - 2 | Colegiales     | 22.6.2024 | UAI Urquiza    | 1 - 0 | Villa San Carlos    | 29.6.2024 | Ferrocarril Midland | 1 - 0 | Villa Dálmine  | 5.7.2024 |
| Sp. Italiano        | 1 - 1 | UAI Urquiza    | 22.6.2024 | San Martín (B) | 0 - 0 | Sp. Italiano        | 29.6.2024 | Argentino (Q)       | 0 - 0 | Cañuelas       | 5.7.2024 |
| Argentino (M)       | 3 - 1 | San Martín (B) | 22.6.2024 | Acasusso       | 0 - 1 | Argentino (M)       | 29.6.2024 | Flandria            | 1 - 2 | UAI Urquiza    | 6.7.2024 |
| Liniers             | 1 - 1 | Acasusso       | 22.6.2024 | Cañuelas       | 0 - 1 | Fénix               | 29.6.2024 | Villa San Carlos    | 0 - 0 | San Martín (B) | 6.7.2024 |
| Comunicaiones       | 1 - 3 | Excursionistas | 22.6.2024 | Dep. Merlo     | 2 - 2 | Dep. Armenio        | 29.6.2024 | Sp. Italiano        | 2 - 1 | Acasusso       | 6.7.2024 |
| Dep. Armenio        | 0 - 1 | Sacachispas    | 23.6.2024 | Colegiales     | 1 - 0 | Flandria            | 29.6.2024 | Argentino (M)       | 2 - 2 | Excursionistas | 6.7.2024 |
| Los Andes           | 2 - 0 | Villa Dálmine  | 23.6.2024 | Villa Dálmine  | 0 - 0 | Dock Sud            | 30.6.2024 | Liniers             | 3 - 0 | Sacachispas    | 6.7.2024 |
| Ferrocarril Midland | 2 - 1 | Cañuelas       | 23.6.2024 | Los Andes      | 0 - 0 | Ferrocarril Midland | 30.6.2024 | Comunicaiones       | 2 - 0 | Dep. Merlo     | 6.7.2024 |
| Argentino (Q)       | 0 - 0 | Dep. Merlo     | 24.6.2024 | Dep. Laferrere | 1 - 1 | Argentino (Q)       | 1.7.2024  | Dep. Armenio        | 4 - 2 | Dep. Laferrere | 6.7.2024 |
| Fénix               | 0 - 1 | Dep. Laferrere | 24.6.2024 | Sacachispas    | 1 - 1 | Comunicaiones       | 1.7.2024  | Dock Sud            | 0 - 0 | Colegiales     | 6.7.2024 |

| Villa Dálmine       | 0 - 1 | Colegiales       | 9.7.2024  | Dep. Armenio     | 1 - 0 | Los Andes           | 13.7.2024 | Dep. Merlo          | 1 - 1 | Sp. Italiano     | 20.7.2024 |
| Los Andes           | 1 - 1 | Argentino (Q)    | 9.7.2024  | Dock Sud         | 1 - 2 | San Martín (B)      | 13.7.2024 | Acasusso            | 0 - 2 | Dock Sud         | 20.7.2024 |
| Cañuelas            | 1 - 1 | Dep. Armenio     | 9.7.2024  | Comunicaiones    | 2 - 1 | Cañuelas            | 14.7.2024 | Cañuelas            | 0 - 0 | Liniers          | 20.7.2024 |
| Sacachispas         | 2 - 3 | Argentino (M)    | 9.7.2024  | Liniers          | 0 - 1 | Dep. Laferrere      | 14.7.2024 | San Martín (B)      | 1 - 2 | Colegiales       | 20.7.2024 |
| Acasusso            | 1 - 2 | Villa San Carlos | 9.7.2024  | Argentino (M)    | 4 - 0 | Dep. Merlo          | 14.7.2024 | Ferrocarril Midland | 1 - 2 | Dep. Armenio     | 21.7.2024 |
| UAI Urquiza         | 2 - 1 | Dock Sud         | 9.7.2024  | Villa San Carlos | 2 - 2 | Excursionistas      | 14.7.2024 | Dep. Laferrere      | 0 - 0 | Argentino (M)    | 21.7.2024 |
| Ferrocarril Midland | 0 - 0 | Fénix            | 9.7.2024  | Flandria         | 0 - 0 | Acasusso            | 14.7.2024 | Los Andes           | 0 - 1 | Comunicaiones    | 21.7.2024 |
| Dep. Laferrere      | 1 - 1 | Comunicaiones    | 9.7.2024  | Argentino (Q)    | 0 - 1 | Ferrocarril Midland | 15.7.2024 | Villa Dálmine       | 1 - 0 | UAI Urquiza      | 22.7.2024 |
| Dep. Merlo          | 0 - 1 | Liniers          | 10.7.2024 | Sp. Italiano     | 0 - 0 | Sacachispas         | 15.7.2024 | Sacachispas         | 0 - 0 | Villa San Carlos | 22.7.2024 |
| Excursionistas      | 1 - 1 | Sp. Italiano     | 10.7.2024 | Colegiales       | 1 - 0 | UAI Urquiza         | 15.7.2024 | Excursionistas      | 2 - 1 | Flandria         | 22.7.2024 |
| San Martín (B)      | 0 - 1 | Flandria         | 10.7.2024 | Fénix            | 1 - 0 | Villa Dálmine       | 16.7.2024 | Fénix               | 1 - 2 | Argentino (Q)    | 22.7.2024 |

| Dock Sud         | 2 - 2 | Excursionistas      | 27.7.2024 | Cañuelas            | 3 - 0 | Sp. Italiano     | 3.8.2024 | San Martín (B)   | 0 - 0 | Acasusso            | 10.8.2024 |
| Argentino (Q)    | 2 - 0 | Villa Dálmine       | 27.7.2024 | Dep. Merlo          | 0 - 3 | Flandria         | 3.8.2024 | UAI Urquiza      | 2 - 0 | Excursionistas      | 10.8.2024 |
| Dep. Armenio     | 0 - 0 | Fénix               | 27.7.2024 | Ferrocarril Midland | 0 - 0 | Liniers          | 4.8.2024 | Villa San Carlos | 0 - 0 | Cañuelas            | 10.8.2024 |
| Sp. Italiano     | 0 - 0 | Dep. Laferrere      | 27.7.2024 | Dep. Laferrere      | 1 - 2 | Villa San Carlos | 4.8.2024 | Sp. Italiano     | 2 - 1 | Los Andes           | 10.8.2024 |
| Villa San Carlos | 0 - 1 | Dep. Merlo          | 27.7.2024 | Villa Dálmine       | 0 - 0 | San Martín (B)   | 4.8.2024 | Argentino (M)    | 0 - 3 | Ferrocarril Midland | 10.8.2024 |
| Flandria         | 1 - 0 | Sacachispas         | 27.7.2024 | Los Andes           | 3 - 0 | Argentino (M)    | 4.8.2024 | Flandria         | 3 - 0 | Dep. Laferrere      | 11.8.2024 |
| UAI Urquiza      | 1 - 0 | San Martín (B)      | 27.7.2024 | Acasusso            | 1 - 1 | UAI Urquiza      | 5.8.2024 | Dock Sud         | 0 - 1 | Dep. Merlo          | 11.8.2024 |
| Colegiales       | 0 - 0 | Acasusso            | 27.7.2024 | Fénix               | 1 - 0 | Comunicaiones    | 5.8.2024 | Dep. Armenio     | 0 - 0 | Villa Dálmine       | 11.8.2024 |
| Liniers          | 3 - 2 | Los Andes           | 28.7.2024 | Sacachispas         | 1 - 3 | Dock Sud         | 6.8.2024 | Liniers          | 3 - 0 | Fénix               | 11.8.2024 |
| Comunicaiones    | 0 - 0 | Ferrocarril Midland | 29.7.2024 | Excursionistas      | 0 - 1 | Colegiales       | 6.8.2024 | Colegiales       | 0 - 1 | Sacachispas         | 11.8.2024 |
| Argentino (M)    | 0 - 2 | Cañuelas            | 29.7.2024 | Argentino (Q)       | 1 - 1 | Dep. Armenio     | 6.8.2024 | Comunicaiones    | 0 - 0 | Argentino (Q)       | 12.8.2024 |

| Dep. Laferrere      | 2 - 3 | Dock Sud         | 17.8.2024 | Sp. Italiano     | 3 - 0 | Fénix               | 23.8.2024 | Los Andes           | 0 - 1 | Dock Sud         | 31.8.2024 |
| Excursionistas      | 4 - 2 | San Martín (B)   | 17.8.2024 | San Martín (B)   | 2 - 0 | Sacachispas         | 23.8.2024 | Dep. Merlo          | 1 - 0 | San Martín (B)   | 1.9.2024  |
| Cañuelas            | 0 - 0 | Flandria         | 17.8.2024 | Comunicaiones    | 0 - 2 | Villa Dálmine       | 24.8.2024 | Comunicaiones       | 2 - 2 | Liniers          | 1.9.2024  |
| Dep. Armenio        | 1 - 0 | Comunicaiones    | 17.8.2024 | Argentino (M)    | 0 - 2 | Argentino (Q)       | 24.8.2024 | Villa Dálmine       | 0 - 0 | Excursionistas   | 1.9.2024  |
| Ferrocarril Midland | 3 - 0 | Sp. Italiano     | 17.8.2024 | Villa San Carlos | 0 - 0 | Ferrocarril Midland | 24.8.2024 | Sacachispas         | 1 - 2 | Acasusso         | 2.9.2024  |
| Dep. Merlo          | 3 - 2 | Colegiales       | 18.8.2024 | Dock Sud         | 1 - 1 | Cañuelas            | 24.8.2024 | Cañuelas            | 0 - 2 | Colegiales       | 2.9.2024  |
| Los Andes           | 2 - 1 | Villa San Carlos | 18.8.2024 | UAI Urquiza      | 0 - 0 | Dep. Merlo          | 24.8.2024 | Ferrocarril Midland | 0 - 1 | Flandria         | 2.9.2024  |
| Argentino (Q)       | 2 - 0 | Liniers          | 18.8.2024 | Acasusso         | 1 - 1 | Excursionistas      | 24.8.2024 | Dep. Armenio        | 3 - 0 | Argentino (M)    | 3.9.2024  |
| Villa Dálmine       | 0 - 3 | Acasusso         | 19.8.2024 | Colegiales       | 3 - 0 | Dep. Laferrere      | 24.8.2024 | Fénix               | 0 - 0 | Villa San Carlos | 4.9.2024  |
| Sacachispas         | 1 - 0 | UAI Urquiza      | 19.8.2024 | Liniers          | 1 - 3 | Dep. Armenio        | 25.8.2024 | Argentino (Q)       | 1 - 0 | Sp. Italiano     | 11.9.2024 |
| Fénix               | 0 - 1 | Argentino (M)    | 19.8.2024 | Flandria         | 0 - 0 | Los Andes           | 25.8.2024 | Dep. Laferrere      | 0 - 1 | UAI Urquiza      | 25.9.2024 |

| Dock Sud         | 2 - 3 | Ferrocarril Midland | 7.9.2024 | Villa Dálmine       | 1 - 0 | Sacachispas      | 14.9.2024 | Excursionistas   | 4 - 0 | Ferrocarril Midland | 20.9.2024 |
| Argentino (M)    | 0 - 0 | Comunicaiones       | 7.9.2024 | Dep. Armenio        | 0 - 1 | Villa San Carlos | 14.9.2024 | Colegiales       | 2 - 0 | Fénix               | 20.9.2024 |
| Sp. Italiano     | 0 - 1 | Dep. Armenio        | 7.9.2024 | Liniers             | 1 - 1 | Argentino (M)    | 14.9.2024 | Acassuso         | 2 - 1 | Cañuelas            | 21.9.2024 |
| Villa San Carlos | 0 - 0 | Argentino (Q)       | 7.9.2024 | Cañuelas            | 1 - 0 | San Martín (B)   | 14.9.2024 | UAI Urquiza      | 1 - 1 | Ferrocarril Midland | 21.9.2024 |
| Acassuso         | 0 - 1 | Dep. Merlo          | 7.9.2024 | Dep. Merlo          | 2 - 1 | Excursionistas   | 14.9.2024 | Argentino (M)    | 1 - 0 | Villa Dálmine       | 21.9.2024 |
| UAI Urquiza      | 2 - 0 | Cañuelas            | 7.9.2024 | Ferrocarril Midland | 2 - 1 | Colegiales       | 15.9.2024 | Dock Sud         | 1 - 0 | Argentino (Q)       | 21.9.2024 |
| Excursionistas   | 1 - 1 | Sacachispas         | 7.9.2024 | Los Andes           | 0 - 2 | UAI Urquiza      | 15.9.2024 | San Martín (B)   | 1 - 0 | Los Andes           | 21.9.2024 |
| San Martín (B)   | 1 - 1 | Dep. Laferrere      | 7.9.2024 | Comunicaiones       | 2 - 1 | Sp. Italiano     | 15.9.2024 | Sp. Italiano     | 0 - 0 | Liniers             | 22.9.2024 |
| Flandria         | 1 - 0 | Fénix               | 8.9.2024 | Dep. Laferrere      | 0 - 0 | Acassuso         | 16.9.2024 | Flandria         | 0 - 2 | Dep. Armenio        | 22.9.2024 |
| Liniers          | 1 - 0 | Villa Dálmine       | 8.9.2024 | Fénix               | 0 - 0 | Dock Sud         | 16.9.2024 | Villa San Carlos | 0 - 1 | Comunicaiones       | 23.9.2024 |
| Colegiales       | 2 - 0 | Los Andes           | 9.9.2024 | Argentino (Q)       | 2 - 1 | Flandria         | 16.9.2024 | Sacachispas      | 0 - 2 | Dep. Merlo          | 23.9.2024 |

| Villa Dálmine       | 2 - 0 | Dep. Merlo       | 28.9.2024 | Flandria         | 2 - 0 | Liniers             | 4.10.2024 | Sp. Italiano        | 4 - 0 | Villa San Carlos | 12.10.2024 |
| Cañuelas            | 1 - 2 | Excursionistas   | 28.9.2024 | Colegiales       | 1 - 0 | Dep. Armenio        | 5.10.2024 | Ferrocarril Midland | 3 - 1 | Excursionistas   | 12.10.2024 |
| Dep. Armenio        | 3 - 2 | Dock Sud         | 28.9.2024 | Sp. Italiano     | 0 - 1 | Villa Dálmine       | 5.10.2024 | Villa Dálmine       | 0 - 0 | Dep. Laferrere   | 12.10.2024 |
| Liniers             | 0 - 0 | Villa San Carlos | 28.9.2024 | San Martín (B)   | 2 - 0 | Fénix               | 5.10.2024 | Dep. Armenio        | 4 - 1 | UAI Urquiza      | 12.10.2024 |
| Ferrocarril Midland | 2 - 0 | San Martín (B)   | 28.9.2024 | UAI Urquiza      | 1 - 2 | Argentino (Q)       | 5.10.2024 | Argentino (Q)       | 3 - 0 | San Martín (B)   | 13.10.2024 |
| Los Andes           | 1 - 1 | Acassuso         | 29.9.2024 | Acassuso         | 2 - 1 | Ferrocarril Midland | 6.10.2024 | Cañuelas            | 0 - 2 | Dep. Merlo       | 13.10.2024 |
| Comunicaiones       | 1 - 1 | Flandria         | 29.9.2024 | Dep. Merlo       | 0 - 0 | Dep. Laferrere      | 6.10.2024 | Los Andes           | 2 - 0 | Sacachispas      | 13.10.2024 |
| Argentino (M)       | 5 - 1 | Sp. Italiano     | 29.9.2024 | Dock Sud         | 0 - 1 | Comunicaiones       | 7.10.2024 | Liniers             | 0 - 0 | Dock Sud         | 13.10.2024 |
| Dep. Laferrere      | 1 - 1 | Sacachispas      | 30.9.2024 | Excursionistas   | 3 - 0 | Los Andes           | 7.10.2024 | Argentino (M)       | 0 - 2 | Flandria         | 13.10.2024 |
| Fénix               | 2 - 3 | UAI Urquiza      | 30.9.2024 | Villa San Carlos | 0 - 1 | Argentino (M)       | 8.10.2024 | Comunicaiones       | 1 - 2 | Colegiales       | 13.10.2024 |
| Argentino (Q)       | 2 - 0 | Colegiales       | 30.9.2024 | Sacachispas      | 1 - 0 | Cañuelas            | 8.10.2024 | Fénix               | 2 - 0 | Acassuso         | 14.10.2024 |

| San Martín (B)   | 2 - 0 | Dep. Armenio        | 18.10.2024 | Comunicaiones       | 2 - 0 | San Martín (B) | 25.10.2024 | Acassuso       | 0 - 2 | Comunicaiones       | 1.11.2024 |
| Villa San Carlos | 0 - 1 | Villa Dálmine       | 19.10.2024 | Dep. Armenio        | 3 - 0 | Acassuso       | 26.10.2024 | San Martín (B) | 0 - 1 | Liniers             | 1.11.2024 |
| Flandria         | 1 - 1 | Sp. Italiano        | 19.10.2024 | Argentino (M)       | 2 - 1 | Colegiales     | 26.10.2024 | Cañuelas       | 1 - 0 | Los Andes           | 2.11.2024 |
| UAI Urquiza      | 2 - 2 | Comunicaiones       | 19.10.2024 | Argentino (Q)       | 1 - 1 | Excursionistas | 26.10.2024 | Colegiales     | 0 - 0 | Sp. Italiano        | 3.11.2024 |
| Acassuso         | 0 - 2 | Argentino (Q)       | 19.10.2024 | Los Andes           | 1 - 0 | Dep. Laferrere | 26.10.2024 | Excursionistas | 1 - 1 | Dep. Armenio        | 3.11.2024 |
| Sacachispas      | 1 - 0 | Ferrocarril Midland | 19.10.2024 | Sp. Italiano        | 2 - 0 | Dock Sud       | 27.10.2024 | Sacachispas    | 0 - 0 | Argentino (Q)       | 3.11.2024 |
| Dep. Merlo       | 1 - 1 | Los Andes           | 19.10.2024 | Liniers             | 3 - 0 | UAI Urquiza    | 27.10.2024 | Flandria       | 0 - 0 | Villa Dálmine       | 4.11.2024 |
| Dep. Laferrere   | 2 - 1 | Cañuelas            | 20.10.2024 | Villa Dálmine       | 2 - 1 | Cañuelas       | 27.10.2024 | Dock Sud       | 2 - 1 | Villa San Carlos    | 4.11.2024 |
| Colegiales       | 2 - 0 | Liniers             | 20.10.2024 | Ferrocarril Midland | 0 - 0 | Dep. Merlo     | 27.10.2024 | UAI Urquiza    | 1 - 4 | Argentino (M)       | 4.11.2024 |
| Dock Sud         | 0 - 1 | Argentino (M)       | 21.10.2024 | Villa San Carlos    | 3 - 0 | Flandria       | 27.10.2024 | Dep. Merlo     | 1 - 0 | Fénix               | 4.11.2024 |
| Excursionistas   | 3 - 1 | Fénix               | 21.10.2024 | Fénix               | 0 - 1 | Sacachispas    | 28.10.2024 | Dep. Laferrere | 1 - 1 | Ferrocarril Midland | 4.11.2024 |

## Finale
La finale del campionato si è disputata in due gare di andata e ritorno con protagoniste le due squadre vincitrici del Torneo Apertura e del Torneo Clausura, rispettivamente il Los Andes e il Colegiales. La squadra meglio classificata nella Tabla anual, il Colegiales, ha avuto il vantaggio di giocare la gara di ritorno in casa. Il regolamento prevedeva la disputa dei calci di rigore nel caso in cui al termine delle due gare il risultato aggregato fosse rimasto in parità. La squadra vincitrice della finale è stata proclamata campione del campionato di Primera B 2024 ottenendo la promozione in Primera B Nacional. La squadra sconfitta, invece, è passata a disputare il Torneo reducido.

### Risultati
| Lomas de Zamora 9 novembre 2024, ore 15:45 UTC-3 Finale (andata) | Los Andes | 0 – 0 referto | Colegiales | Estadio Eduardo Gallardón\| Arbitro: \| Viola \| |
| Arbitro:                                                         | Viola     |               |            |                                                  |

| Arbitro: | Zamora |

|                       |           |  |
| Marra 27’ Camargo 67’ | Marcatori |  |

Con il risultato aggregato di 2-0 in suo favore, il Colegiales ha battuto in finale il Los Andes e si è laureato campione della Primera B 2024, ottenendo in tal modo la promozione in Primera B Nacional. Il Los Andes, la squadra sconfitta, è passata a disputare il Torneo reducido per determinare la seconda promozione, accedendo alle semifinali.

## Tabla anual
La Tabla anual ha tenuto conto dei punti ottenuti da ogni squadra in entrambi i tornei Apertura e Clausura. Tale classifica ha avuto la funzione di determinare le squadre qualificate al Torneo reducido e la squadra retrocessa in Primera C. A retrocedere è stato il Cañuelas, dopo la sconfitta subita nella 20ª giornata del Torneo Clausura per mano del Villa Dálmine. La Tabla anual ha avuto lo scopo anche di determinare le squadre qualificate alla Copa Argentina 2025.
| Pos | Squadra             | Pt | G  | V  | N  | P  | GF | GS | DR  |
| --- | ------------------- | -- | -- | -- | -- | -- | -- | -- | --- |
| 1.  | Colegiales          | 86 | 42 | 26 | 8  | 8  | 59 | 25 | +34 |
| 2.  | Argentino (Q)       | 80 | 42 | 21 | 17 | 4  | 52 | 21 | +31 |
| 3.  | Dep. Armenio        | 78 | 42 | 22 | 12 | 8  | 63 | 34 | +29 |
| 4.  | Ferrocarril Midland | 69 | 42 | 18 | 15 | 9  | 53 | 32 | +21 |
| 5.  | Los Andes           | 67 | 42 | 19 | 10 | 13 | 45 | 37 | +8  |
| 6.  | Excursionistas      | 64 | 42 | 16 | 16 | 10 | 64 | 46 | +18 |
| 7.  | Dock Sud            | 62 | 42 | 17 | 11 | 14 | 51 | 44 | +7  |
| 8.  | Argentino (M)       | 62 | 42 | 17 | 11 | 14 | 47 | 44 | +3  |
| 9.  | Dep. Merlo          | 62 | 42 | 16 | 14 | 12 | 36 | 34 | +2  |
| 10. | Flandria            | 60 | 42 | 16 | 12 | 14 | 37 | 37 | 0   |
| 11. | Comunicaciones      | 57 | 42 | 14 | 15 | 13 | 47 | 38 | +9  |
| 12. | UAI Urquiza         | 50 | 42 | 12 | 14 | 16 | 43 | 56 | -13 |
| 13. | Liniers             | 49 | 42 | 12 | 13 | 17 | 32 | 34 | -2  |
| 14. | Fénix               | 47 | 42 | 10 | 17 | 15 | 33 | 42 | -9  |
| 15. | Villa Dálmine       | 47 | 42 | 10 | 17 | 15 | 22 | 32 | -10 |
| 16. | Acassuso            | 46 | 42 | 11 | 13 | 18 | 31 | 49 | -18 |
| 17. | San Martín (B)      | 45 | 42 | 11 | 12 | 19 | 29 | 43 | -14 |
| 18. | Sacachispas         | 45 | 42 | 12 | 9  | 21 | 27 | 57 | -30 |
| 19. | Sp. Italiano        | 43 | 42 | 8  | 19 | 15 | 38 | 48 | -10 |
| 20. | Dep. Laferrere      | 43 | 42 | 8  | 19 | 15 | 37 | 55 | -18 |
| 21. | Villa San Carlos    | 38 | 42 | 8  | 14 | 20 | 33 | 46 | -13 |
| 22. | Cañuelas            | 37 | 42 | 9  | 10 | 23 | 30 | 55 | -25 |

Legenda
      Squadra vincitrice del Torneo Apertura, uscita sconfitta dalla finale del campionato, classificata alla Copa Argentina 2025 e alla semifinale del Torneo reducido.
      Squadra vincitrice del Torneo Clausura, successivamente laureatasi campione della Primera B e classificata alla Copa Argentina 2025.
      Squadre qualificate alla prima fase del Torneo reducido e alla Copa Argentina 2025.
      Squadre qualificate alla prima fase del Torneo reducido.
      Squadra retrocessa in Primera C.
Note
Fonte: AFA
3 punti per la vittoria, 1 punto per il pareggio. A parità di punti valgono i seguenti criteri:
1a) Spareggio (solo per determinare la vincente del campionato o la squadra retrocessa);
1b) differenza reti; 2
2) gol fatti;
3) punti negli scontri diretti;
4) differenza reti negli scontri diretti;
5) gol fatti negli scontri diretti.

## Torneo reducido
Per determinare la seconda squadra promossa in Primera B Nacional si è disputato un torneo reducido ad eliminazione diretta a cui hanno partecipato 7 squadre, ovvero le 6 squadre con la miglior posizione in classifica ad esclusione delle due squadre qualificatesi alla finale del campionato, e la squadra sconfitta in questa finale (che però è entrata nel tabellone a partire dalle semifinali.

### Tabellone
|  | Prima fase (10-17 novembre) | Prima fase (10-17 novembre) | Prima fase (10-17 novembre) | Prima fase (10-17 novembre) | Prima fase (10-17 novembre) |  |  | Semifinali (23 novembre-2 dicembre) | Semifinali (23 novembre-2 dicembre) | Semifinali (23 novembre-2 dicembre) | Semifinali (23 novembre-2 dicembre) | Semifinali (23 novembre-2 dicembre) |   |       | Finale (7-14 dicembre) | Finale (7-14 dicembre) | Finale (7-14 dicembre) | Finale (7-14 dicembre) | Finale (7-14 dicembre) |  |
|  |                             |                             |                             |                             |                             |  |  |                                     |                                     |                                     |                                     |                                     |   |       |                        |                        |                        |                        |                        |  |
|  |                             |                             |                             |                             |                             |  |  |                                     |                                     |                                     |                                     |                                     |   |       |                        |                        |                        |                        |                        |  |
|  |                             |                             |                             |                             |                             |  |  | 1                                   | Argentino (Q)                       | 0                                   | 1                                   | 1                                   |   |       |                        |                        |                        |                        |                        |  |
|  | 1                           | Argentino (Q)               | 1                           | 3                           | 4                           |  |  | 4                                   | Excursionistas                      | 0                                   | 0                                   | 0                                   |   |       |                        |                        |                        |                        |                        |  |
|  | 6                           | Argentino (M)               | 0                           | 1                           | 1                           |  |  |                                     |                                     |                                     |                                     |                                     |   |       | 1                      | Argentino (Q)          | 0                      | 1                      | 1 (4)                  |  |
|  | 2                           | Dep. Armenio                | 2                           | 1                           | 3                           |  |  |                                     |                                     | 2                                   | Los Andes (r)                       | 1                                   | 0 | 1 (5) |                        |                        |                        |                        |                        |  |
|  | 5                           | Dock Sud                    | 0                           | 0                           | 0                           |  |  | 2                                   | Dep. Armenio                        | 1                                   | 1                                   | 2                                   |   |       |                        |                        |                        |                        |                        |  |
|  | 3                           | Ferrocarril Midland         | 1                           | 0                           | 0                           |  |  | 3                                   | Los Andes (F)                       | 0                                   | 3                                   | 3                                   |   |       |                        |                        |                        |                        |                        |  |
|  | 4                           | Excursionistas              | 1                           | 0                           | 0 (d.c.r.)                  |  |  |                                     |                                     |                                     |                                     |                                     |   |       |                        |                        |                        |                        |                        |  |

### Prima fase
Alla prima fase del Torneo reducido hanno preso parte le prime 6 squadre nella Tabla anual, ad esclusione delle due squadre vincitrici del Torneo Apertura e del Torneo Clausura, (impegnate nella finale del campionato). Gli accoppiamenti del tabellone sono stati determinati dalla classifica avulsa della Tabla anual: la 1ª contro la 6ª, la 2ª contro la 5ª e la 3ª contro la 4ª. Le sfide si sono disputate con gare di andata e ritorno e con il vantaggio per la squadra con il miglior seeding di giocare in casa la partita di ritorno. In caso di pareggio dopo le due gare, il regolamento prevedeva la disputa dei calci di rigore. Le tre squadre vincitrici hanno ottenuto il diritto di accedere alle semifinali del Torneo reducido.

#### Classifica avulsa
| S | Squadra             | Pos |
| - | ------------------- | --- |
| 1 | Argentino (Q)       | 2°  |
| 2 | Dep. Armenio        | 3°  |
| 3 | Ferrocarril Midland | 4°  |
| 4 | Excursionistas      | 6°  |
| 5 | Dock Sud            | 7°  |
| 6 | Argentino (M)       | 8°  |

#### Partite
| S | Squadra                      | R   | Squadra        | S |
| - | ---------------------------- | --- | -------------- | - |
| 1 | Argentino (Q)                | 4–1 | Argentino (M)  | 8 |
| 2 | Dep. Armenio                 | 3–0 | Dock Sud       | 7 |
| 3 | Ferrocarril Midland (d.c.r.) | 1–1 | Excursionistas | 6 |

Legenda
      Squadre qualificate per le semifinali.

#### Risultati
| Arbitro: | Monsalvo |

|  |           |            |
|  | Marcatori | 84’ Alegre |

| Arbitro: | Bresba |

|                                          |           |              |
| Martínez 37’ Martínez 56’ Cipresso 90+6’ | Marcatori | 68’ Gargiulo |

Con il risultato aggregato di 4-1 in suo favore, l'Argentino de Quilmes ha eliminato l'Argentino de Merlo e si è qualificato alle semifinali del Torneo reducido.
| Arbitro: | Iglesias |

|  |           |                         |
|  | Marcatori | 49’ Maldonado 81’ López |

| Arbitro: | Cruz |

|              |           |  |
| Barbieri 83’ | Marcatori |  |

Con il risultato aggregato di 3-0 in suo favore, il Deportivo Armenio ha eliminato il Dock Sud e si è qualificato alle semifinali del Torneo reducido.
| Arbitro: | Meneses |

|                    |           |              |
| Barrios 61’ (rig.) | Marcatori | 46’ Frattini |

| Arbitro: | Pereira |

|                                                          |                      |                                                       |
| Gamarra Despósito Arango Laborda Roseti Violini Frattini | Tiri di rigore 3 – 4 | Barrios Zarco López Torancio Fernández Galeano Yegros |

Permanendo il risultato di parità dopo la disputa delle due gare di andata e ritorno sul risultato di 1-1, sono stati necessari i calci di rigore dai quali è uscito vincitore l'Excursionistas, che in tal modo ha eliminato il Ferrocarril Midland e si è qualificato alle semifinali del Torneo reducido.

### Semifinali
Alle semifinali del Torneo reducido hanno preso parte le 3 squadre qualificate dalla prima fase e la squadra sconfitta nella finale del campionato, il Los Andes. Gli accoppiamenti del tabellone sono stati determinati dalla classifica avulsa della Tabla anual: la 1ª contro la 4ª e la 2ª contro la 3ª. Le sfide saranno disputate con gare di andata e ritorno e con il vantaggio per la squadra con il miglior seeding di giocare in casa la partita di ritorno. In caso di pareggio dopo le due gare, il regolamento prevede la disputa dei calci di rigore. Le due squadre vincitrici hanno ottenuto il diritto di accedere alla finale del Torneo reducido.

#### Classifica avulsa
| S | Squadra        | Pos |
| - | -------------- | --- |
| 1 | Argentino (Q)  | 2°  |
| 2 | Dep. Armenio   | 3°  |
| 3 | Los Andes      | 5°  |
| 4 | Excursionistas | 6°  |

#### Partite
| S | Squadra       | R   | Squadra        | S |
| - | ------------- | --- | -------------- | - |
| 1 | Argentino (Q) | 1–0 | Excursionistas | 4 |
| 2 | Dep. Armenio  | 1–3 | Los Andes      | 3 |

Legenda
      Squadre qualificate per la finale.

#### Risultati
| Buenos Aires 23 novembre 2024, ore 21:10 UTC-3 Semifinali (andata) | Excursionistas | 0 – 0 referto | Argentino (Q) | Estadio Excursionistas\| Arbitro: \| Robledo \| |
| Arbitro:                                                           | Robledo        |               |               |                                                 |

| Arbitro: | De Oto |

|                |           |  |
| Arzamendia 50’ | Marcatori |  |

Con il risultato aggregato di 1-0 in suo favore, l'Argentinos de Quilmes ha eliminato l'Excursionistas e si è qualificato alla finale del Torneo reducido.
| Arbitro: | Kresta |

|  |           |                     |
|  | Marcatori | 68’ (rig.) Barbieri |

| Arbitro: | Meneses |

|             |           |                                    |
| Barbieri 9’ | Marcatori | 58’ Brondo 82’ Brondo 90’ Martínez |

Con il risultato aggregato di 3-2 in suo favore, il Los Andes ha eliminato il Deportivo Armenio e si è qualificato alla finale del Torneo reducido.

### Finale
Alla finale del Torneo reducido hanno parte le 2 squadre qualificate dalle semifinali. La finale si è disputata in due gare di andata e ritorno, con il vantaggio per la squadra meglio posizionata nella classifica avulsa della Tabla anual di giocare in casa nella gara di ritorno. La squadra vincitrice della finale ha ottenuto il diritto di disputare lo spareggio contro la vincitrice della Reválida del Torneo Federal A che ha messo in palio la terza promozione in Primera B Nacional.

#### Classifica avulsa
| S | Squadra       | Pos |
| - | ------------- | --- |
| 1 | Argentino (Q) | 2°  |
| 2 | Los Andes     | 5°  |

#### Partite
| S | Squadra       | R   | Squadra   | S |
| - | ------------- | --- | --------- | - |
| 1 | Argentino (Q) | 0–1 | Los Andes | 2 |

Legenda
      Squadre qualificate per la finale.

#### Risultati
| Arbitro: | Monsalvo |

|            |           |  |
| Gerzel 49’ | Marcatori |  |

| Arbitro: | Rey Hilfer |

|                                           |                      |                                                  |
| J. Martínez 7’                            | Marcatori            |                                                  |
| Escalante Stringa Pezzani Sosa Rojas Vila | Tiri di rigore 4 – 5 | F. Martínez Allione Brondo Gallegos Gómez Gerzel |

Dopo la disputa dei tempi regolamentari e permanendo il risultato aggregato sul punteggio di 1-1, sono stati necessari i calci di rigore dai quali è uscito vincitore il Los Andes, che in tal modo ha battuto l'Argentino de Quilmes ha vinto il Torneo reducido e si è qualificato per lo spareggio promozione contro il Sarmiento de La Banda, vincitore della Sexta etapa della Reválida del Torneo Federal A 2024.

## Spareggio per la terza promozione inPrimera Nacional
Per definire la terza squadra ad essere promossa in Primera Nacional, insieme a Colegiales (vincitore del campionato di Primera B 2024) e Central Norte de Salta (vincitore del Torneo Federal A 2024), si è disputato uno spareggio tra la squadra vincitrice del Torneo reducido della Primera B, il Los Andes, e la squadra vincitrice della Reválida del Torneo Federal A, il Sarmiento de La Banda. Lo spareggio si è disputato in gara unica e in campo neutro, prevedendo la disputa di un tempo supplementare e dei calci di rigore in caso di pareggio al termine dei tempi regolamentari. La squadra vincitrice dello spareggio ha ottenuto la promozione in Primera Nacional.

### Risultato
| Arbitro: | Penel |

|  |           |              |
|  | Marcatori | 28’ González |

Con la vittoria per 1-0 sul Sarmiento de la Banda, il Los Andes ha vinto lo spareggio ottenendo la promozione in Primera Nacional.

## Verdetti
- Promozione in Primera B Nacional 2025:
  -  Colegiales (vincitore del campionato)
  -  Los Andes (vincitore dello spareggio promozione)
- Retrocessione in Primera C 2025:
  -  Cañuelas (ultima classificata nella Tabla anual della stagione 2024)
- Squadre qualificate alla Copa Argentina 2025:
  -  Colegiales (vincitore del campionato)
  -  Argentino (Q) (1ª classificata nella Tabla anual dopo la squadra campione)
  -  Dep. Armenio (2ª classificata nella Tabla anual dopo la squadra campione)
  -  Ferrocarril Midland (3ª classificata nella Tabla anual dopo la squadra campione)
  -  Los Andes (4ª classificata nella Tabla anual dopo la squadra campione)
  -  Excursionistas (5ª classificata nella Tabla anual dopo la squadra campione)

## Statistiche

### Classifica marcatori
Dati aggiornati al 19 novembre 2024.
| Gol |  |  | Giocatore           | Squadra             |
| --- |  |  | ------------------- | ------------------- |
| 23  |  |  | Juan Barbieri       | Dep. Armenio        |
| 20  |  |  | Leonel Barrios      | Excursionistas      |
| 18  |  |  | Diego Aguirre       | Acassuso            |
| 16  |  |  | Javier Martínez     | Argentino (Q)       |
| 12  |  |  | Lucas Scarnato      | Dep. Armenio        |
| 12  |  |  | Maximiliano Tunessi | Comunicaciones      |
| 12  |  |  | Nicolás Toloza      | Colegiales          |
| 12  |  |  | Sergio Sosa         | Comunicaciones      |
| 11  |  |  | Cristian Cuenca     | Flandria            |
| 10  |  |  | Jeremías Perales    | Ferrocarril Midland |
| 10  |  |  | Manuel Brondo       | Los Andes           |
| 10  |  |  | Matías Fernández    | Excursionistas      |
| 10  |  |  | Matías Linas        | Liniers             |